# Herkulea
Herkulea (Herkules) – polski herb szlachecki z nobilitacji (formalnie z dokumentu potwierdzającego szlachectwo).

## Opis herbu
Tarcza dzielona w krzyż z tarczą sercową. Pole I dzielone w słup – w polu prawym, czerwonym, róg bawoli, srebrny; w polu lewym, srebrnym, róg jeleni, czerwony; w polu II, czerwonym, gozdawa srebrna; pole III dzielone w pas – w polu górnym, złotym, pół orła czarnego, w polu dolnym, czerwonym, trzy kamienie złote (2 nad 1); w polu IV, błękitnym, jednorożec skaczący, srebrny; na tarczy sercowej, w polu czerwonym, Herkules na wprost, rozdzierający paszczę lwa stojącego, złotego.
Klejnot – z prawej róg bawoli złoty, z lewej takiż róg jeleni, między nimi Herkules w przepasce błękitno-srebrnej, trzymający w prawicy koronę, w lewicy gałąź palmową z banderolą i inskrypcją VIRTUTE HONOS.
Dodatkowo, na ilustracji u Szymańskiego pojawiają się labry, pominięte w opisie – czerwone, podbite błękitem.
Nieco inaczej opisuje herb Alfred Znamierowski. Powołując się na Bartosza Paprockiego podaje on Herkulesa w szacie, z wieńcem laurowym na głowie. Herkules w klejnocie trzyma w prawicy wieniec laurowy, zaś na gałązce w lewicy brak banderoli z inskrypcją.

## Symbolika
Jest to przykład herbu genealogicznego. Wynika z niego, że prababka ojczysto-ojczysta używała herbu Samson (tarcza sercowa, przyczyna odmiany barwy pola nie jest znana), ojciec herbu Rogala (pole I), matka herbu Gozdawa (pole II), babka ojczysta herbu Sulima (pole III), zaś babka macierzysta herbu Bończa (pole IV). Tak odczytuje się herb wedle zasad tworzenia herbów genealogicznych. Herby takie tworzono często na potrzeby dokumentów wymagających potwierdzenia pochodzenia szlacheckiego, nierzadko w dwóch pokoleniach, jako graficzne odwzorowanie takiego pochodzenia.
Kasper Niesiecki potwierdza informację, że Rogala jest herbem ojczystym, zaś Gozdawa – macierzystym Zawadzkiego.

## Najwcześniejsze wzmianki
Herb z nobilitacji (formalnie z potwierdzenia szlachectwa) z 24 kwietnia 1572 dla Stanisława Zawadzkiego, zwanego Picus, doktora medycyny. Alfred Znamierowski pisze o przywróceniu szlachectwa i podaje nazwisko Zawacki.

## Herbowni
Zawacki – Zawadzki.